# (36637) 2000 QB179
2000 QB179 (asteroide 36637) é um asteroide da cintura principal. Possui uma excentricidade de 0.08294090 e uma inclinação de 3.89864º.
Este asteroide foi descoberto no dia 31 de agosto de 2000 por LINEAR em Socorro.